# Unterseeboot UB-149
Pour les autres navires du même nom, voir Unterseeboot 149.
L'Unterseeboot UB-149 est un sous-marin (U-Boot) allemand de type UB III de la Kaiserliche Marine pendant la Première Guerre mondiale. Il est mis en service dans la marine impériale allemande le 22 octobre 1918. L'UB-149 s’est rendu à la Grande-Bretagne le 22 novembre 1918, conformément aux exigences de l’armistice avec l’Allemagne, et il a été démantelé à Swansea en 1922.

## Conception
L'UB-149 avait un déplacement de 523 tonnes en surface et de 653 tonnes en immersion. Ses moteurs lui permettaient de naviguer à 13,5 nœuds (25,0 km/h) en surface et à 7,5 nœuds (13,9 km/h) en immersion. Il avait une autonomie de 9090 milles marins (16830 km) à sa vitesse de croisière. L'UB-149 transportait 10 torpilles et était armé d’un canon de pont de 10,5 cm SK L/45. L'UB-149 avait un équipage de 3 officiers et 31 hommes.

## Historique des services
L'UB-149 a été construit par AG Weser à Brême. Après un peu moins d’un an de construction, il a été lancé à Brême le 19 septembre 1918.

## Commandants
- Kapitänleutnant Bernhard Gerke[5] : du 22 octobre au 11 novembre 1918